# Palaszürke asztrild
A palaszürke asztrild (Euschistospiza cinereovinacea) a madarak osztályának a verébalakúak (Passeriformes) rendjébe, ezen belül a díszpintyfélék (Estrildidae) családjába tartozó faj.

## Előfordulása
Afrikában, Angola, Burundi, a Kongói Demokratikus Köztársaság, Ruanda és Uganda területén honos.

## Alfajai
- Euschistospiza cinereovinacea cinereovinacea – (Sousa, 1889)
- Euschistospiza cinereovinacea graueri – (Rothchild, 1909)

## Megjelenése
12 cm nagyságú. Sötétszürke a fej és a hát. A hím testének alsó része a melltől fekete. Az oldalak sötétvörösek vagy rozsdabarnák, néhány kis fehér ponttal. A farcsík sötétvörös, a farktollak feketék. A szem vörös, ugyanolyan színű szemgyűrűvel. A láb barna, a csőr szürkésfekete színű. A tojón a hím fekete színeit szürkr helyettesíti, a vörös színek tompábbak, mint a hímen. A pettyek kör alakúak és nagyobb számban vannak jelen, mint a hímnél. A szem vörösesbarna színű.
Hasi része fehéren pettyezett.